# Teosofia cristiana

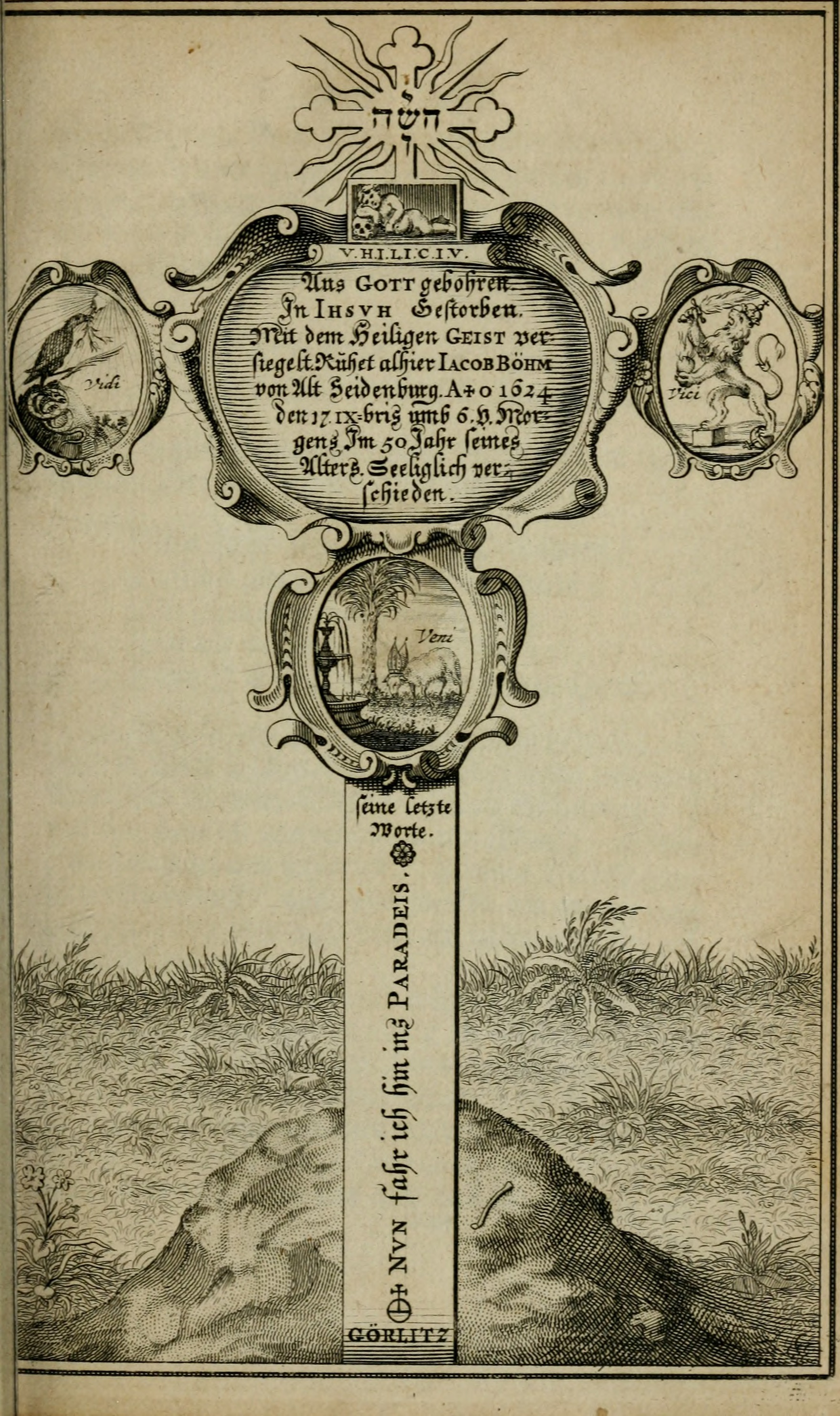
Illustrazione in una raccolta delle Opere teosofiche di Jacob Bohme (Amsterdam, 1682)

La teosofia cristiana, con cui si denota in particolare la teosofia boehmiana, cioè la corrente di pensiero sorta con Jacob Bohme (1575–1624), si riferisce a una serie di posizioni all'interno del cristianesimo che mirano al raggiungimento di una conoscenza diretta e immediata della natura della Divinità, nonché dell'origine e dello scopo ultimo dell'universo. Caratterizzata da un marcato misticismo, questo genere di teosofia è considerata parte dell'esoterismo occidentale, cioè delle tradizioni occulte e sapienziali tipiche della spiritualità cristiana ed europea.
Mentre la teosofia in senso generale riguarda gli aspetti universali del divino comuni a diverse tradizioni religiose, incluse quelle antiche pre-cristiane, oppure orientali quali l'induismo e il buddismo, la teosofia cristiana è limitata agli elementi ebraici e cristiani, tra cui ad esempio la cabbala giudaica che fu formativa anche per la corrente cristiana come fu formulata da Böhme in poi.
Il termine teosofia fu poi ripreso e valorizzato nel 1875 dalla Società Teosofica per designare la propria stessa dottrina, che intendeva richiamarsi al suo significato non solo cristiano ma globale, non legato a una specifica confessione di fede. Studiosi di esoterismo come Godwin e Faivre preferiscono riferirsi a quest'ultimo sistema spirituale istituito alla fine del XIX secolo da Helena Blavatsky chiamandolo con la T maiuscola come «Teosofia», per distinguerlo dalla religiosità boehmiana indicata con la lettera minuscola («teosofia»).

## Origine e precursori
Derivante dal greco antico theosophìa (θεοσοφία), che unisce théos (θεός, «Dio») e sophia (σοφία, «sapienza»), il termine fu creato probabilmente mescolando i termini teologia e filosofia. Era impiegato nella filosofia neoplatonica da Porfirio, Proclo e Giamblico inizialmente come aggettivo, theòsophos (θεόσοφος), «saggio nelle cose divine», per indicare tra l'altro i gimnosofisti (ghymnosofistài, Γυμνοσοφισταί), cioè gli yogi o sadhu indiani, o come sostantivo per descrivere la saggezza associata al divino.
In ambito cristiano era usato come sinonimo di teologia già nel III secolo. Lo si ritrova, sia in greco che in latino, nelle prime opere della patristica, come in Clemente Alessandrino: theosophoi sono «coloro che conoscono le cose divine». Eusebio di Cesarea si riferiva al cristianesimo come alla «nuova e vera teosofia», e teosofo divenne un titolo onorifico dei Padri della Chiesa.

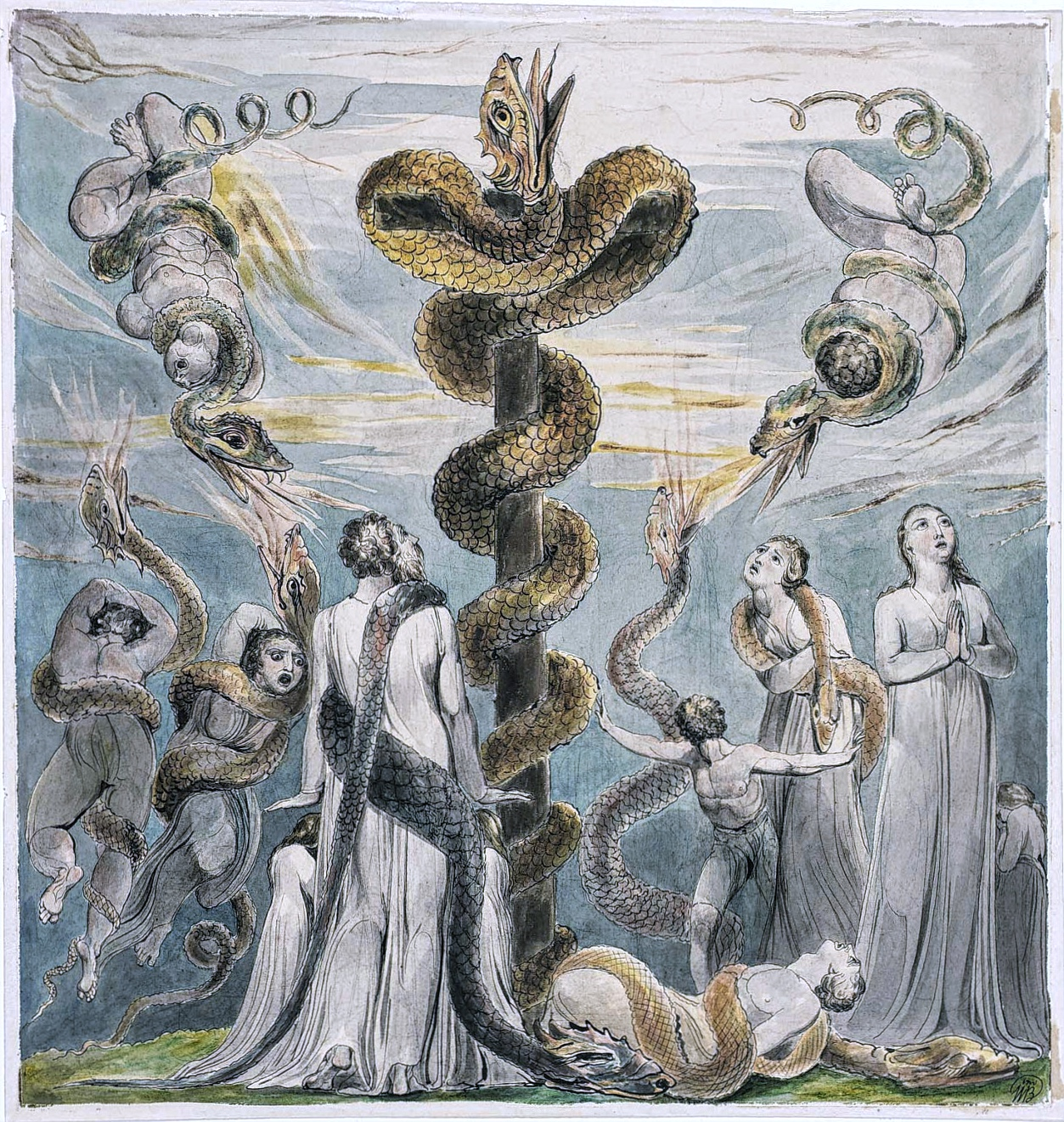
Uno dei simboli del cristianesimo gnostico, ossia la croce sormontata da un serpente che rappresenta la conoscenza occulta (gnosi o sophia).

Un caso particolare è la cosiddetta Teosofia di Tubinga (Theosophia Tubingensis), che prende il nome dalla città in cui è ubicato il manoscritto più importante di questo testo. Si tratta di un'antologia di oracoli o sentenze greche creata alla fine del V secolo, spesso introdotti da un breve commento. È sopravvissuto solo un estratto realizzato dopo il 692 con il titolo Oracolo degli Dei greci; il titolo del testo originale perduto era Theosophia.
Oltre alla teologia negativa neoplatonica, saranno anche i temi dello gnosticismo cristiano ad essere rintracciabili nei teosofi moderni, mentre riguardo al Medioevo costoro attingeranno principalmente da Ildegarda di Bingen (1098–1179), o dagli esponenti della mistica renano-fiamminga come Meister Eckhart (1260–1328) e Taulero (1300–1361).
L'opera scolastica del XIII secolo Summa philosophiae attribuita a Roberto Grossatesta introduceva una distinzione tra teosofi e teologi: i primi erano descritti come autori ispirati esclusivamente ai libri sacri, mentre ai «teologi» come Pseudo-Dionigi l'Areopagita e Origene era assegnato il compito di spiegare la teosofia.
Durante il Rinascimento, il termine teosofia venne sempre più utilizzato per indicare la rivelazione, intesa ora come conoscenza gnostica in grado di offrire all'individuo la salvezza e l'illuminazione, attraverso la scoperta dei legami che lo uniscono al mondo degli spiriti divini o di quelli intermediari. Agostino Steuco (1497–1548) citava oracoli della Teosofia di Tubinga, mentre per Paracelso (1493–1541) la teosofia includeva non solo l'esperienza mistica della contemplazione, ma anche la rivelazione dei segreti della natura e la capacità taumaturgica di operare miracoli.
Nell'Oedipus Aegyptiacus del 1652, Athanasius Kircher connotò come teosofia la religiosità metafisica a cui aderivano gli antichi Egizi e i neoplatonici, dando così ancora una volta alla parola uno dei suoi significati più generalmente accettati, quello di metafisica divina. In seguito Johann Jacob Brucker contribuì a diffonderne il termine includendo un lungo capitolo sulla teosofia nella sua monumentale Historia critica philosophia (1741), pietra miliare della storia della filosofia, in cui l'annoverava tra le altre correnti dell'esoterismo.
In un senso più ampio, il termine è stato applicato da Gershom Scholem alle corrispondenti tradizioni del giudaismo cabbalistico, e da Henry Corbin alle teosofie islamiche trascendenti.

## La teosofia di Bohme

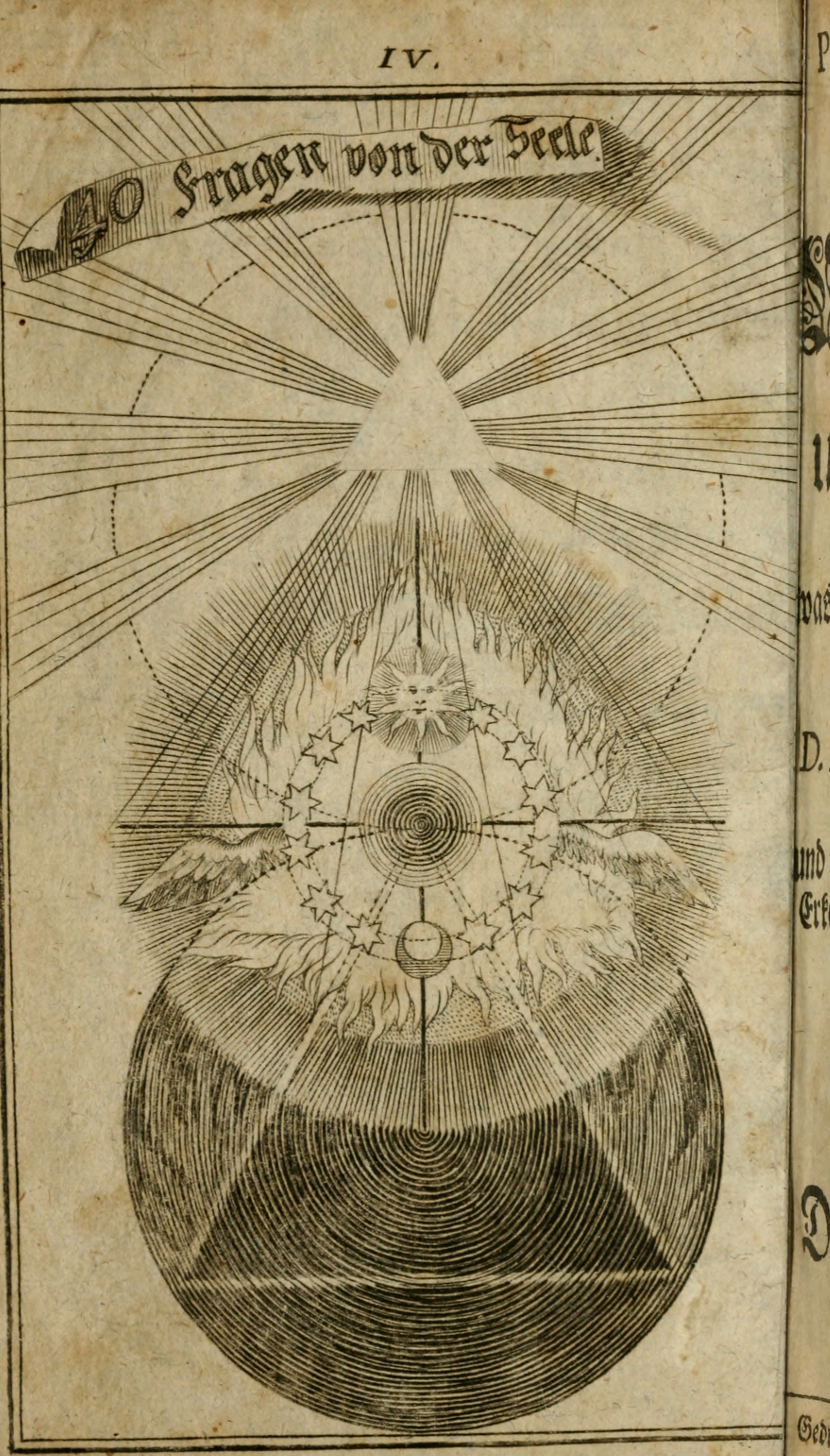
Incisione da un'edizione della Theosophia revelata di Bohme (1730)

Ispirandosi in larga misura alle opere di Paracelso, e presumibilmente di Valentin Weigel (1533–1588), Kaspar Schwenckfeld (1489–1561), Sebastian Franck (1499–1542), Gerhard Dorn (1530–1584), Johann Arndt (1555–1621), oltre alla mistica tedesca di ascendenza neoplatonica e in parte gnostica, il filosofo tedesco Jacob Böhme nel XVI secolo utilizzò il termine teosofia, che non aveva ancora raggiunto un significato definito, per caratterizzare la conoscenza religiosa ricercata attraverso l'esperienza mistica individuale, in opposizione all'ortodossia della Riforma luterana basata sull'adesione alla Bibbia come unica fonte del rapporto tra l'uomo e Dio.
Nella sua prima opera, Aurora consurgens, viene descritta la sua esperienza mistica fatta di sogni e visioni, in cui il divino e la natura, lo spirituale e il fisico, si fondono in un'unità che egli assimila all'immagine dell'alba che sorge, la quale esprime allo stesso tempo l'alba di una «nuova riforma».
Questi due princìpi che coesistono in Dio sono analoghi a quello maschile e femminile, chiamati anche «Tintura del Fuoco» e «Tintura della Luce», secondo simbologie alchemiche riprese presumibilmente dalla tradizione ermetica più che cabbalistica, che ritornano in altre immagini quali Zolfo, Mercurio, Nitro, Sale, ecc. come metafore di forze cosmiche.
Prevalente in Bohme come nei suoi seguaci è la visione trinitaria di Dio, secondo cui il Padre rappresenta l'Abisso (der Ungrund), un Fondo oscuro apofatico dal quale però Egli vuole rivelarsi attraverso il Figlio, per tornare di nuovo a Sé con un atto di riflessione che consiste nel momento dello Spirito Santo. Le tenebre del male dunque non sono una mera negatività estranea al divino come nell'agostinismo, ma una qualità positiva insita in Dio stesso, necessaria alla manifestazione luminosa del bene.
Quest'attività tripartita in seno a Dio, che rimanda inoltre a suggestioni numerologiche, si rispecchia nella Creazione, il cui principio divino intellegibile è la Sophia o Saggezza, assimilata a una Vergine, e denominabile appunto Theosophia o anche Christosophia. Costei è il Sapere, l'immagine con cui l'Assoluto si illumina e si riflette nel mondo, nella quale si trovano i modelli e la comune radice dei dualismi altrimenti insanabili della realtà terrena, eco di concezioni misterico-gnostiche.
A somiglianza di Dio, Cristo e Adamo sono creati androgini, in una sorta di rebis primordiale in cui risultano compresenti il principio igneo (di fuoco) e quello luminoso: quest'ultimo costituisce il corpo stesso della vergine Sophia, a cui l'essere unitario di Adamo sarebbe stato originariamente congiunto «in un connubio sacro e nascosto».
Quando Adamo, sotto la spinta di Lucifero, abusò della propria libertà per dominare Sophia, avvenne la caduta che determinò la separazione di costei, lacerando l'androgino e lasciando in lui soltanto il principio igneo, arido e assetato, perché privo della luce, accostabile anche al principio umido tradizionalmente associato al femminile.
La nascita di Eva sarebbe conseguente al desiderio inappagato di Adamo, che la generò da una propria proiezione immaginifica, giungendo poi a scambiarla con Sophia e a ricercare nell'unione terrena con lei quel legame celeste che aveva perduto con la prima.
Da qui la rinuncia da parte di alcuni seguaci di Böhme ad ogni impegno matrimoniale, essendo il vero cristiano sposato solo con la Sophia celeste, che per lui non era solo un principio astratto, ma una figura vivente che egli diceva di poter vedere e sperimentare.
In termini di storia religiosa, un riferimento biblico per l'immaginario teosofico di Böhme può essere rinvenuto nel Libro della Sapienza, a cui egli attinse in modo creativo. Nella parabola che vi è rappresentata, la vegine Sophia, «la Madre in cui opera il Padre», fuggita da Adamo dopo che la lussuria del mondo aveva spinto costui a sposare Eva, attende che i suoi figli ritornino da lei per riunirsi insieme nel matrimonio mistico.

## Sviluppi della teosofia bohemiana

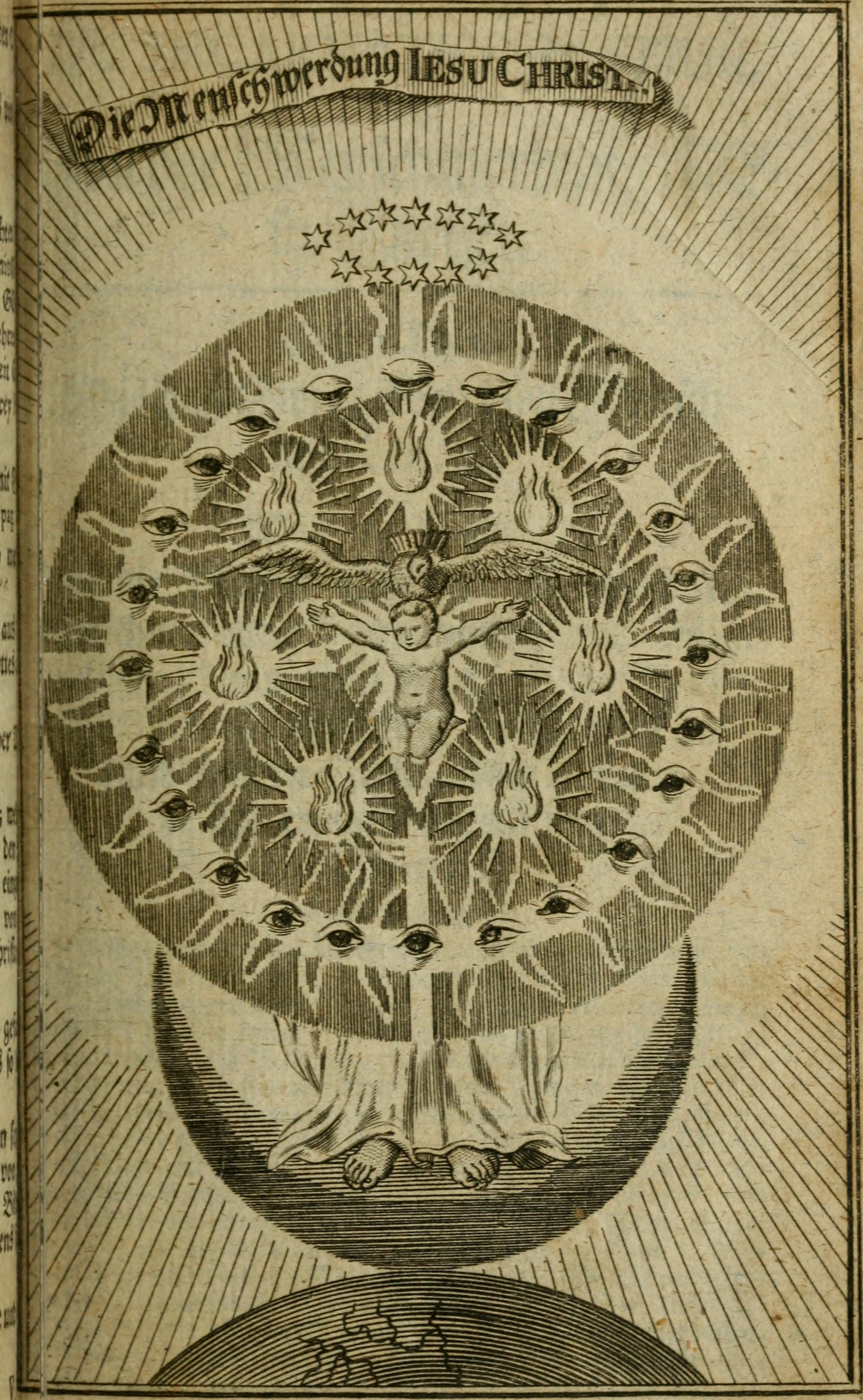
Un'altra incisione dalla Theosophia revelata di Bohme (1730)

L'afflato mistico di Bohme, che contribuì allo sviluppo di una nuova coscienza spirituale, si diffuse rapidamente anche al di fuori della Germania, nella mitteleuropa e specialmente in Olanda, che garantiva all'epoca la maggiore libertà di pensiero.
I movimenti sorti tra il XVII e il XVIII secolo che si richiamavano alla teosofia di Bohme, suddivisibili in varie fasi, oltre a mantenere un orientamento mistico, si mostrarono tuttavia più inclini alle scienze occulte e alla magia, come quello rappresentato da Samuel Richter, accogliendo anche impulsi paracelsiani e soprattutto dei Rosacroce.
Una prima fase vede come principale erede di Bohme Abraham von Franckenberg (1644–1693), e altri fra cui Antoinette Bourignon (1616–1680), Gottfried Arnold (1666–1714), il fondatore dei quaccheri George Fox (1624–1691), mentre una connotazione del misticismo teosofico più rivolta alla scienza esoterica è quella di Johann Georg Gichtel (1638–1710), che espose una dottrina dei centri segreti del corpo umano, singolarmente affine al sistema induista dei chakra, nella sua opera intitolata in modo significativo Theosophia Practica.
Un particolare tentativo di unire scienza e spiritualità venne poi da Emanuel Swedenborg (1688–1772), il quale a seguito di una crisi religiosa ebbe delle visioni in stato di chiaroveggenza, grazie alle quali affermò di poter accedere al mondo degli angeli e degli spiriti, che lo indussero a portare tra la gente la teologia della «vera religione cristiana». Due sono le caratteristiche di Dio, nei suoi scritti: la saggezza e l'amore. Ogni realtà della dimensione materiale ha un suo corrispettivo analogo in quella spirituale, a partire dalla stessa natura umana, che è l'espressione naturale di Dio. Ritenuto precursore dello spiritismo, Swedenborg vedeva il mondo popolato di spiriti buoni e malvagi, alla cui lotta partecipa l'anima umana attraverso le sue libere scelte.
Swedenborg costituì tuttavia un caso isolato, in una nuova fase corrispondente alla prima metà del Settecento in cui emerse una teosofia più intellettuale e meno visionaria nell'impostazione, come quella del suo avversario Friedrich Christoph Oetinger (1702–1782), o di William Law (1686–1761), Georg von Welling (1655–1727), Dionysius Andreas Freher (1649–1728).
La successiva fase che prelude all'età romantica vede i sistemi meno profetici ma altamente speculativi di Louis Claude de Saint-Martin (1743–1803), ispiratore del martinismo di Papus, e Franz von Baader (1765–1841), oltre agli apporti di Karl von Eckartshausen (1752–1803), Heinrich Stilling (1740–1817), Novalis (1772–1801), Carl Gustav Carus (1789–1869).

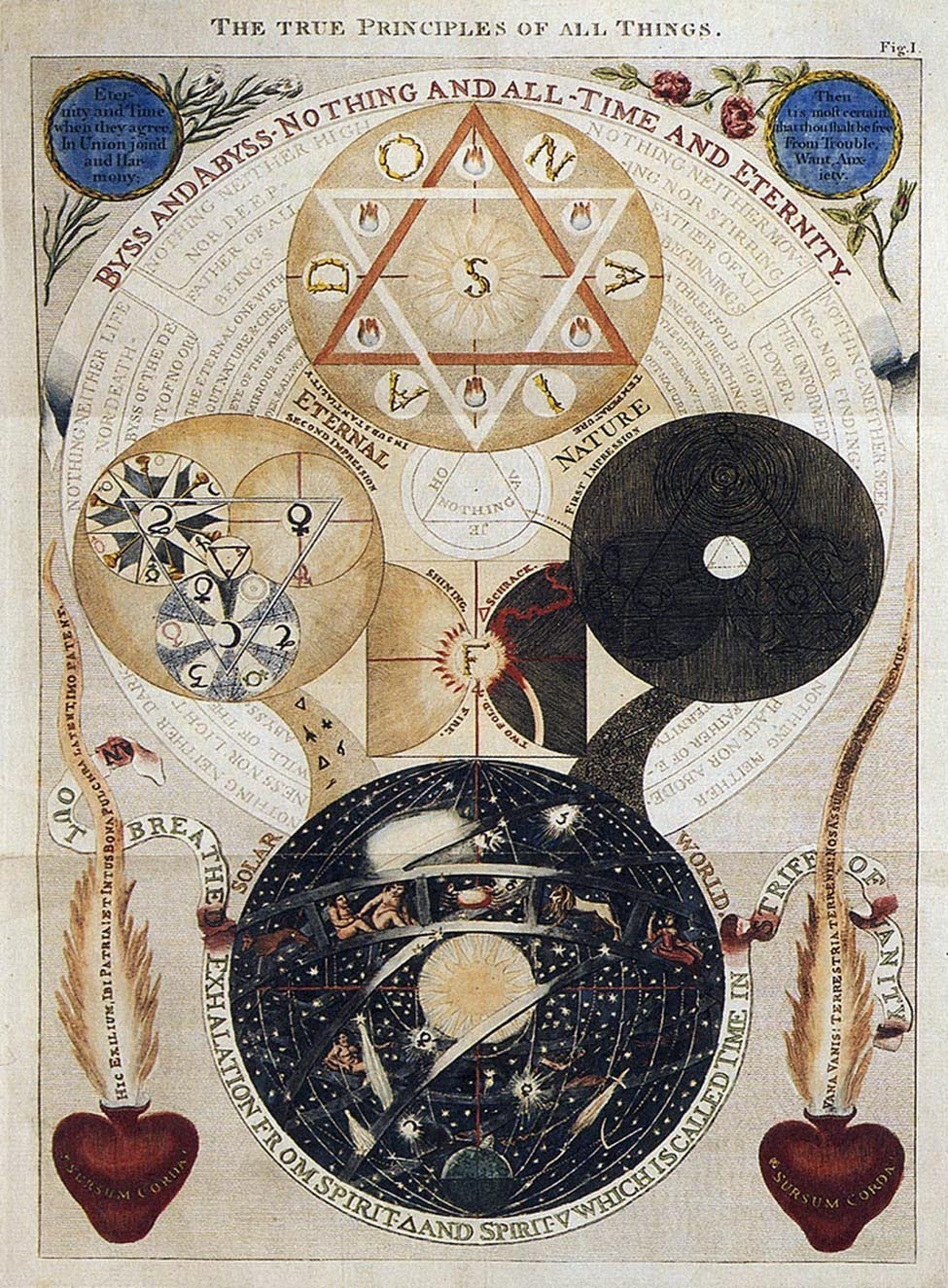
La cosmogonia teosofica secondo Dionysius Andreas Freher, in una pubblicazione delle opere di Böhme del 1764.

Tra gli altri che cercarono di conciliare scienza e religione, Friedrich Schiller pubblicò la Theosophie des Julius nelle sue Lettere filosofiche del 1786, in cui cercò una mediazione tra il materialismo dell'epoca e lo spiritualismo, anche nel rapporto tra anima e corpo basandosi sugli studi medici di Albrecht von Haller. Nel XIX secolo il filosofo cattolico Antonio Rosmini chiamò Teosofia l'insieme delle sue speculazioni.
L'influsso di Boheme, mediato da von Baader, riemerse negli esponenti dell'idealismo tedesco, in particolare Friedrich Schelling (1775–1854), presso il quale la teosofia denota un sapere globale, ossia il tentativo di operare la più alta sintesi tra il formalismo teorico della razionalità e il divenire concreto dell'esistenza, esposta in particolare nelle Ricerche filosofiche sull'essenza della libertà umana (1809), che segnarono una svolta nel suo pensiero.
La teosofia schellinghiana, che a differenza di quella tradizionale esalta il valore della libertà quale espressione della creatività umana, capace sia di pensiero critico come di apertura alla rivelazione divina, stimolò tra l'altro la nascita del sofianismo russo di Vladimir Solovyov (1853–1900) e Sergej Bulgakov (1871–1944).
Alla teosofia bohemiana, in un'ultima fase, si rifecero infine nel tardo Ottocento Madame Blavatsky (1831–1891) e William Quan Judge (1851–1896), fondatori della Società Teosofica. Anche Franz Hartmann (1838–1912), creatore nel 1886 della branca tedesca di quest'ultima, studiò approfonditamente gli scritti di Böhme, definendoli «il tesoro più prezioso e utile nella letteratura spirituale».
Rudolf Steiner (1861–1925), fondatore a sua volta dell'antroposofia (dal greco antico ànthropos + sophìa, «sapienza dell'uomo»), vedeva nel misticismo di Bohme il risorgere degli insegnamenti di antiche scuole misteriche, avvertendo tuttavia la necessità di renderli adatti alla mentalità odierna, partendo non più da una rivelazione passiva dai mondi spirituali, ma dall'esigenza propria della libertà umana di comprenderli attivamente, nell'ottica di una ricomposizione di scienza e religione: «Jakob Böhme poteva ancora dire: sale, mercurio, zolfo. Noi dobbiamo esprimerci diversamente, perché dobbiamo percorrere la via inversa: […] noi partiamo dall'uomo, comprendiamo prima l'uomo, e dalla comprensione dell'uomo passiamo alla comprensione del mondo».

## Principali esponenti
Tra i principali esponenti della teosofia quale fu intesa a partire da Bohme, o dai suoi immediati predecessori, possono essere annoverati:
- Kaspar Schwenckfeld (1489–1561)
- Gerhard Dorn (1530–1584)
- Valentin Weigel (1533–1588)
- Johann Arndt (1555–1621)
- Robert Fludd (1574–1637)
- Jacob Böhme (1575–1624)
- Abraham von Franckenberg (1593–1652)
- Daniel Czepko (1605–1660)
- John Milton (1608–1674)
- Henry More (1614–1687)
- Antoinette Bourignon (1616–1680)
- Jean Baptiste van Helmont (1618–1699)
- Angelus Silesius (1624–1677)
- George Fox (1624–1691)
- Johann Georg Gichtel (1638–1710)
- Johann Jacob Zimmermann (1644–1693)
- Gottfried Arnold (1666–1714)
- Emanuel Swedenborg (1688–1772)
- Friedrich Christoph Oetinger (1702–1782)
- Louis Claude de Saint-Martin (1743–1803)
- Karl von Eckartshausen (1752–1803)
- William Blake (1757–1827)
- Johann Michael Hahn (1758–1819)

- Johann Gottlieb Fichte (1762–1814)
- Franz von Baader (1765–1841)
- Georg Wilhelm Friedrich Hegel (1770–1831)
- Novalis (1772–1801)
- Friedrich Schelling (1775–1854)
- Arthur Schopenhauer (1788–1860)
- Carl Gustav Carus (1789–1869)
- Antonio Rosmini (1797–1855)
- Helena Petrovna Blavatsky (1831–1891)
- Franz Hartmann (1838–1912)
- William Quan Judge (1851–1896)
- Vladimir Solovëv (1853–1900)
- Henri Bergson (1859–1941)
- Rudolf Steiner (1861–1925)
- Alfred North Whitehead (1861–1947)
- Sergej Nikolaevič Bulgakov (1871–1944)
- Nikolaj Berdjaev (1874–1948)
- Carl Gustav Jung (1875–1961)
- Albert Schweitzer (1875–1965)
- Martin Buber (1878–1965)
- Paul Tillich (1886–1965)
- Martin Heidegger (1889–1976)
- Luigi Pareyson (1918–1991)